# Липа (Матулі)
Липа (хорв. Lipa) — населений пункт у Хорватії, у Приморсько-Горанській жупанії у складі громади Матулі.

## Населення
Населення за даними перепису 2011 року становило 129 осіб.
Динаміка чисельності населення поселення:

## Клімат
Середня річна температура становить 9,27 °C, середня максимальна – 21,33 °C, а середня мінімальна – -3,68 °C. Середня річна кількість опадів – 1514 мм.
| Клімат поселення                              | Клімат поселення | Клімат поселення | Клімат поселення | Клімат поселення | Клімат поселення | Клімат поселення | Клімат поселення | Клімат поселення | Клімат поселення | Клімат поселення | Клімат поселення | Клімат поселення | Клімат поселення |
| Показник                                      | Січ.             | Лют.             | Бер.             | Квіт.            | Трав.            | Черв.            | Лип.             | Серп.            | Вер.             | Жовт.            | Лист.            | Груд.            |                  |
| Середній максимум, °C                         | 6,34             | 6,64             | 9,13             | 13,23            | 17,04            | 20,66            | 20,77            | 21,33            | 17,38            | 12,98            | 7,64             | 5,08             |                  |
| Середня температура, °C                       | 1,34             | 1,64             | 4,12             | 8,22             | 12,03            | 15,64            | 17,96            | 18,51            | 14,56            | 10,16            | 4,81             | 2,28             |                  |
| Середній мінімум, °C                          | −3,68            | −3,38            | −0,88            | 3,21             | 7,02             | 10,63            | 15,14            | 15,70            | 11,76            | 7,34             | 1,99             | −0,55            |                  |
| Норма опадів, мм                              | 109              | 94               | 110              | 120              | 108              | 138              | 96               | 114              | 133              | 164              | 182              | 146              |                  |
| Середньомісячна швидкість вітру, м/с          | 2.75             | 2.96             | 3.02             | 2.88             | 2.66             | 2.54             | 2.41             | 2.48             | 2.51             | 2.80             | 2.96             | 2.94             |                  |
| Середньомісячна сонячна радіація, кДж/м²·день | 4426             | 7332             | 10452            | 14694            | 18820            | 20206            | 21472            | 18224            | 13601            | 9004             | 4799             | 3731             |                  |
| --------------------------------------------- | ---------------- | ---------------- | ---------------- | ---------------- | ---------------- | ---------------- | ---------------- | ---------------- | ---------------- | ---------------- | ---------------- | ---------------- | ---------------- |
| Джерело:                                      |                  |                  |                  |                  |                  |                  |                  |                  |                  |                  |                  |                  |                  |